# Ахметшин, Наиль Хасанович
Наи́ль Хаса́нович Ахме́тшин (1953—2008) — российский синолог, кандидат исторических наук, старший научный сотрудник Института государства и права Российской академии наук. Автор единственного издания Уголовного кодекса КНР с постатейным комментарием в Российской Федерации.

## Биография
Родился в татарской семье в посёлке Кукмор Татарской АССР. В 1971 году после окончания средней школы поступил на историко-филологический факультет Института стран Азии и Африки при Московском Государственном университете им. М. В. Ломоносова и в 1976 году окончил его по специальности «История Китая». В 1976 году поступил в аспирантуру ИСАА при МГУ и в 1979 году защитил кандидатскую диссертацию по теме «Военный регионализм в КНР». После этого Ахметшин Н. Х. приступил к научно-педагогической деятельности, преподавал историю и политическое устройство Китая в ИСАА при МГУ. В 1986—1987 гг. прошёл стажировку в Китае, в Шаньдунском университете (г. Цзинань) и Пекинском народном университете (1990-91). С 1988 г. Ахметшин Н. Х. работал старшим научным сотрудником в Институте государства и права Российской академии наук. С октября 1997 года по октябрь 2002 года Ахметшин Н. Х. — сотрудник Агентства Синьхуа КНР, а с ноября 2004 по октябрь 2008 года редактор-консультант Бюро переводов при ЦК КПК, где он занимался редактированием переводов на русский язык текстов важнейших выступлений китайского руководства на партийных съездах, парламентских сессиях.

## Обстоятельства гибели
Вечером 31 октября 2008 года погиб в самом центре Пекина в районе императорского дворца Гугун, когда возвращался с друзьями после концерта Пекинского симфонического оркестра. Как утверждают свидетели, он пошёл впереди компании по плохо освещенной улице, чтобы было удобнее поймать такси, как неожиданно был сбит велосипедистом. В результате падения на асфальт получил тяжелые травмы головы, от которых скончался тут же. Велосипедист был задержан китайской полицией.
В последние годы Ахметшин Н. Х. продолжал путешествия по Китаю и работал над новой книгой, которая так и осталась незавершенной.

## Список произведений
- Х. М. Ахметшин, Н. Х. Ахметшин, А. А. Петухов. Современное уголовное законодательство КНР. Уголовный кодекс КНР. — Москва: Издательский Дом «Муравей», 2000. ISBN 5-89737-085-0
- Военно-уголовное законодательство. — Москва, 2002. ISBN 5-89123-624-9
- Тайны шелкового пути. Записки историка и путешественника — (Великие тайны). — Москва, 2002. ISBN 5-7838-1172-6
- Тайны великой пустыни. Миражи Такла-Макан. — Москва, 2003. ISBN 5-94538-371-6
- Х. М. Ахметшин, А. Н. Игнатов, В. П. Котов. Комментарий к Уголовному кодексу Российской Федерации. — Москва, 2004. ISBN 5-89123-874-8
- Тайны и мистификации Тибета — (Тайны веков). — Москва, 2005. ISBN 5-9533-0582-6
- История уголовного права КНР. — Москва, 2005. ISBN 5-94073-079-5
- Китайско-русский юридический словарь: Право. Экономика. Финансы: Более 16000 терминов и словосочетаний. — Москва, 2005. ISBN 5-478-00044-2
- Китайско-русский финансово-экономический словарь. — Москва, 2007. ISBN 978-5-17-043451-0
- Путешествия по Китаю. Заоблачный Тибет. Чай в Шангриле. — Москва, 2007. ISBN 978-5-17-047624-4
- Врата Шамбалы. — Москва, 2007. ISBN 978-5-9533-2146-4
- Ли Хайжуй, Фэн Линъюй , Ши Вэйминь . Китай. Знакомство с древней культурой. Исторический путеводитель. — Москва, 2007. ISBN 5-9533-1845-6